# Quackers
Quackers (títol original en rus, Крякнутые каникулы; transcrit com a Kriaknutie kanikuli) és una pel·lícula d'animació russa dirigida per Viktor Lakisov a l'estudi RIM. Es va estrenar el 14 de febrer de 2016 al cinema Oktiabr, de Moscou, i va arribar als cinemes russos quatre dies més tard. S'ha doblat al català.
La pel·lícula va ser produïda per l'estudi d'animació moscovita RIM; estudis del Canadà, Espanya, el Perú i Estònia també van participar en la producció. El maig de 2015, la pel·lícula, que estava en producció, va atraure l'interès de compradors estrangers al mercat cinematogràfic celebrat durant el 40è Festival Internacional de Cinema de Toronto. Com que s'esperava que la pel·lícula s'estrenés internacionalment, el doblatge es va fer inicialment en anglès.
Una part important del pressupost de la pel·lícula va ser invertida pel hòlding xinès Star Alliance Media, que va planificar una estrena àmplia de la pel·lícula a la Xina, que abastés cinc mil sales de cinema. Quackers es va convertir, d'aquesta manera, en el primer projecte rus que va rebre suport financer de la Xina.
La pel·lícula es va estrenar als cinemes russos el 18 de febrer de 2016 i va recaptar 90.281.394 de rubles a Rússia i als països de la Comunitat d'Estats Independents. El 15 de juliol de 2016, la pel·lícula es va estrenar a la Xina, es va projectar a set mil cinemes, i va recaptar 2,5 milions de dòlars en els primers tres dies.